# Peter Suchenwirt
Peter Suchenwirt (1320 circa – 1395) è stato un poeta austriaco.
Suchenwirt era il termine medievale assegnato agli araldi dei duchi austriaci, ruolo ricoperto in vita da Peter.

## Biografia
Peter faceva chiamare "Knappe von den Wappen", che però era una carica inferiore a quella dell'araldo, trattandosi di un funzionario il cui scopri era quello di blasonare e descrivere gli stemmi dei nobili.
Suchenwirt fu il rappresentante più importante della cosiddetta poesia delle armi (Heroldsdichtung). Dal 1372 visse alla corte di Vienna dei duchi austriaci e, nel 1377, si unì alla campagna del duca Alberto III in Prussia nell'ambito della crociata lituana. I suoi poemi sono pieni di blasoni araldici, circostanza che testimonia la sua vasta competenza nel settore.
Suchenwirt raccolse il materiale per i suoi poemi dalle fonti primarie: per questo motivo, viaggiò molto presso le personalità eminenti della sua epoca. Trattandosi di un testimone diretto di vari eventi da lui narrati, i suoi scritti storici e culturali vengono tradizionalmente giudicati come affidabili. Il suo stile di scrittura dedicato a personaggi storici seguiva canoni precisi. Realizzò le Ehrenreden, elogi funebri a schema fisso, altri versi politici d'occasione o didattici, oltre che allegorie morali e le facezie in rima. Dopo essersi recato di persona sul luogo di sepoltura in caso di dipartita di una figura importante o in occasione del primo anniversario della sua morte, ne elogiava i risultati personali, le virtù e le gesta sul campo dei re e della nobiltà di turno descritti. Di norma, il discorso terminava con la descrizione delle armi del defunto.
Egli impiegava pietre preziose per designare le tinture, testimonianza che emerge quando, nel 1355 circa, si preoccupò di descrivere lo stemma di Luigi il Grande (1342-1382), re d'Ungheria.